# صديق يوسف (مقاتل)
كريستيان (بالإنجليزية: Sodiq Yusuff؛ مواليد 19 مايو 1993) هو مُقاتل فنون قتالية مختلطة نيجيري أمريكي.

## وصلات خارجية
- صديق يوسف (مقاتل) على موقع يو إف سي (الإنجليزية)
- صديق يوسف (مقاتل) على موقع شيردوغ (الإنجليزية)
- صديق يوسف (مقاتل) على موقع Tapology.com (الإنجليزية)
- صديق يوسف (مقاتل) على موقع IMDb (الإنجليزية)
- صديق يوسف (مقاتل) على موقع ميتاكريتيك (الإنجليزية)